# Entrala
Entrala è un comune spagnolo di 176 abitanti situato nella comunità autonoma di Castiglia e León.